# سيمون فريدريكسون
سيمون فريدريكسون هو لاعب هوكي الجليد سويدي، ولد في 18 مايو 1993 في السويد.

## وصلات خارجية
- سيمون فريدريكسون على موقع EliteProspects.com (الإنجليزية)
- سيمون فريدريكسون على موقع HockeyDB.com (الإنجليزية)